# Опинись у моїй шкірі (роман)
«Опинись у моїй шкірі» (англ. Under the Skin) — роман Мішеля Фейбера, опублікований 2000 року. Режисер Джонатан Ґлейзер зняв 2013 року однойменний фільм, дещо змінивши сюжет.

## Сюжет
Події викладаються з погляду молодої жінки на ім'я Іссерлі, яка щодня їздить гірськими дорогами Шотландії, підбираючи попутників — чоловіків із розвиненою статурою. Підсадивши автостопника в машину, Іссерлі намагається більше про нього дізнатися. Вона надає перевагу одиноким чоловікам, яких присипляє і привозить на ферму, де живе. Там працюють кілька робітників на чолі із власником ферми Ессуїсом. Ісерлі погано ставиться до чоловіків на фермі, вважаючи їх недостатньо культурно розвиненими.
На ферму прибуває Амліс Весс, син їхнього головного роботодавця, спадкоємець голови великої корпорації. Вранці Ессуїс будить Ісерлі, він каже, що Амліс випустив чотирьох «водселів», яких треба терміново спіймати. Під час полювання на тих, хто втік, стає ясно, що «водселі» — це люди. Потім з'ясовується, що Іссерлі та всі працівники ферми — іншопланетяни, які відгодовують спійманих землян на забій. Зовні іншопланетяни нагадують собак, вигляд земних людей мають лише Іссерлі та Ессуїс, інші ховаються в підземних спорудах.
Іссерлі та представники її раси почуваються «людьми», а земних жителів Homo sapiens сприймають як нерозумних «тварин» для полювання й споживання — їх називають «водселями». Іссерлі прооперовано, щоб набути вигляду самки водселя і заманювати самців. Спійманих водселів відгодовують (попередньо каструючи і вирізуючи язик), потім забивають, напівфабрикати надсилають на свою планету, де їхнє м'ясо є делікатесом.
У юності на своїй планеті Іссерлі була красивою, після операції вона вважає себе понівеченою. Вона погодилася на цю роботу, щоб просунутися соціальними сходами й уникнути гірших умов праці. Земля для неї — прекрасний світ у порівнянні з її планетою з нестачею кисню та гострою соціальною нерівністю. Амліса представлено як гуманіста, противника вбивств водселів, він намагається переконати Іссерлі у своїй правоті. Після його відльоту Іссерлі відчуває психологічний дискомфорт, робить помилки в роботі, також вона дізнається, що на її місце претендують багато інших, а корпорація запросила можливість постачання живої самки водселя з репродуктивними функціями.
Іссерлі вирішує назавжди втекти з ферми, на шляху вона підбирає автостопника, який поспішає на пологи до своєї подруги. На його прохання Іссерлі їде швидше, але потрапляє в аварію. Вона приходить до тями в розбитій машині, зі сильними пораненнями, і збирається підірвати бомбу, щоб приховати сліди свого перебування. Іссерлі думає, що атоми, з яких вона складається, змішаються з цим «чудовим світом» і вона «житиме вічно». З цією думкою вона тягнеться до кнопки вибухового пристрою.

## Критика
Андре Алексіс у рецензії «The New York Times» писав, що це «чудовий роман», «роздум про милосердя, біль і несправедливість».

## Екранізація
2013 року вийшов однойменний фільм режисера Джонатана Глейзера, сценарій якого написано на основі роману.